# North Auburn
North Auburn és una concentració de població designada pel cens dels Estats Units a l'estat de Califòrnia. Segons el cens del 2000 tenia 11.847 habitants.

## Demografia
Segons el cens del 2000, North Auburn tenia 11.847 habitants, 4.817 habitatges, i 2.991 famílies. La densitat de població era de 599,5 habitants/km².
Dels 4.817 habitatges en un 28% hi vivien nens de menys de 18 anys, en un 45,3% hi vivien parelles casades, en un 12,7% dones solteres, i en un 37,9% no eren unitats familiars. En el 31,7% dels habitatges hi vivien persones soles el 17,9% de les quals corresponia a persones de 65 anys o més que vivien soles. El nombre mitjà de persones vivint en cada habitatge era de 2,32 i el nombre mitjà de persones que vivien en cada família era de 2,9.
Per edats la població es repartia de la següent manera: un 22,3% tenia menys de 18 anys, un 8,1% entre 18 i 24, un 25,7% entre 25 i 44, un 22,5% de 45 a 60 i un 21,4% 65 anys o més.
L'edat mediana era de 41 anys. Per cada 100 dones de 18 o més anys hi havia 86,9 homes.
La renda mediana per habitatge era de 37.493 $ i la renda mediana per família de 46.418 $. Els homes tenien una renda mediana de 37.673 $ mentre que les dones 26.789 $. La renda per capita de la població era de 22.091 $. Entorn del 7% de les famílies i el 9,4% de la població estaven per davall del llindar de pobresa.

## Poblacions més properes
El següent diagrama mostra les poblacions més properes.